# فالمو كريسا
فالمو كريسا (بالإستونية: Valmo Kriisa)‏ مواليد 18 مايو 1974 في إستونيا، هو لاعب كرة سلة إستوني. بدأ مسيرته الاحترافية في سنة 1990. يحمل الرقم 7. يبلغ طوله 6 قدم 3 بوصة (1.9 م). لعب مع راكفيره تارفاس.

## الإنجازات
- 2001–02 كأس إستونيا لكرة السلة
- 2002–03 الدوري الإستوني
- 2003–04 الدوري الهولندي لكرة السلة
- 2006–07 كأس إستونيا
- 2007–08 كأس إستونيا
- 2008–09 كأس إستونيا
- 2008–09 الدوري الإستوني
- 2013–14 كأس إستونيا
- 2014–15 كأس إستونيا
- 2014–15 الدوري الإستوني

## روابط خارجية
- فالمو كريسا على موقع الاتحاد الدولي لكرة السلة (الإنجليزية)
- فالمو كريسا على موقع كرة السلة الأوروبية.كوم (الإنجليزية)
- فالمو كريسا على موقع ريلجم (الإنجليزية)
- فالمو كريسا على موقع بروبوليرز (الإنجليزية)
- فالمو كريسا على موقع سبورتس رفرنس (الإنجليزية)